# Adolf Friederich
Adolf Siegmund Friederich, auch Adolph Siegmund Friederich (* 29. Januar 1812 in Wernigerode; † 13. November 1892) war ein deutscher Mediziner und Heimatforscher.
Der Pfarrersohn besuchte das Lyzeum Wernigerode und anschließend die Domschule Halberstadt. Er studierte Medizin an den Universitäten in Göttingen und Berlin, wo er 1837 zum Dr. med. promovierte. Nach einer längeren Studienreise wurde er 1837 zunächst praktischer Arzt in Derenburg und 1841 in Wernigerode, wo er schon bald den Titel Sanitätsrat erhielt. 1864 erfolgte seine Ernennung zum gräflichen Leibarzt. Mit dem Grafen Botho zu Stolberg-Wernigerode teilte er das Interesse für Heimatgeschichte. Beide wurden Mitgründer des Harz-Vereins für Geschichte und Altertumskunde im Jahre 1868. Im Verein übernahm Friederich die Funktion des Konservators der Altertumssammlungen. Ferner war er Mitglied des Wissenschaftlichen Vereins.

## Ehrungen
- 1887 Ehrenbürger von Wernigerode

## Werke
- Chronik der Raths-Apotheke zu Wernigerode, 1860
- Geschichte der Wohlthätigkeits-Anstalten Wernigerodes, 1863
- Zum 21. Mai 1872: Der Lügenstein auf dem Domplatz, und die mittelalterlichen Gefässe im Garten der Franziskaner-Klosters zu Halberstadt, Wernigerode 1872
- Scaphocephalus aus einer altdeutschen Grabstätte bei Mahndorf zwischen Derenburg und Halberstadt, 1876